# Lojze Berce
Lojze Berce (rojen Alojzij Peter Berce), slovenski urednik, * 2. julij 1898, Dornberk, † 1. julij 1995, Opčine, Furlanija - Julijska krajina, Italija.
Rodil se je očetu Antonu in materi Rozaliji (rojena Budin). Po diplomi 1923 na visoki gospodarski in trgovski šoli v Trstu je bil v letih 1923−1926 urednik časopisa Edinost, član uredništva Slovenca in Ponedeljskega Slovenca v Ljubljani (1931–1935) za vprašanja slovenskih manjšin v Italiji, bil 1935–1941 referent za manjšinska vprašanja pri tiskovnem uradu v Beogradu, 1945–1946 delal v Inštitutu za mednarodna vprašanja v Beogradu, se vrnil v Trst in v letih 1949−1983 kot glavni urednik urejal tednik Gospodarstvo. V tem času je list postal pomembno sredstvo za razvijanje gospodarskih odnosov Slovencev v Italiji. Za svoje delo je prejel Tomšičevo nagrado.